# Боль в спине
Боль в спине (также называемая дорсалгия от лат. dorsalgia) — это боль, ощущаемая в спине. Большинство болей в спине неспецифичны и идиопатичны.  К распространенным основным причинам относятся дегенеративные или травматические изменения межпозвоночных дисков и фасеточных суставов, которые затем могут вызывать вторичную боль в мышцах и нервах, а также отражённую боль в костях, суставах и конечностях. Заболевания и воспаления желчного пузыря, поджелудочной железы, аорты и почек также могут вызывать отраженную боль в спине. Также могут проявляться болью в спине опухоли позвонков, нервных тканей и смежных структур.
Боль в спине встречается часто: около 95% людей испытывают ее в какой-то момент своей жизни, а пять из десяти работающих взрослых испытывают боль в спине каждый год. Это самая распространенная причина хронической боли и является одним из основных факторов пропущенных рабочих дней и инвалидности.

## Классификация

### По локализации относительно сегментов позвоночника
- боль в шее (цервикальная)
- боль в средней части спины (грудная)
- боль в нижней части спины (также называемая - поясничная боль, или люмбаго)
- кокцигодиния (боль в копчике или крестце)[4][5]

### По длительности
- Кратковременная (транзиторная) боль. Длится недолго, проходит самостоятельно, и в большинстве случаев не требует лечения.
- Острая боль.  Длится до 6 недель.
- Подострая  боль. Длится от 6 до 12 недель.
- Хроническая боль. Длится более 3 месяцев.[6]

### По ощущению относительно источника боли
- Локальная боль. Ощущается непосредственно в месте развития патологического процесса.
- Иррадиирующая боль. Распространяется из места патологического процесса в здоровые органы. Ощущается и в месте патологии, и в здоровых органах.
- Отражённая боль. Ощущается не в месте патологического процесса[7].

### По механизму развития
- Ноцицептивная боль
- Нейропатическая боль
- Ноципластическая боль
- Психогенная боль[7]

### Поэтиологическимпричинам
- Первичная (также - неспецифическая, мышечноскелетная). Обусловлена дистрофическими либо функциональными изменениями в тканях скелетно-мышечной системы[8][9][10]
- Вторичная (также - специфическая). Является симптомами других патологических состояний, таких как:
  - Корешковые симптомы. Обусловлены сдавливанием спинномозгового нерва либо его раздражением, или сочетанием обоих процессов.[8][9]
  - Потенциально опасные заболевания.  (Компрессия «конского хвоста», травматическое, опухолевое, воспалительное и инфекционное поражение позвоночника, остеопороз и заболевания внутренних органов)[8][9]

## Причины

### Неспецифические
В 90 процентах случаев не удается обнаружить никаких физиологических причин или отклонений при диагностических тестах. Неспецифическая боль в спине может быть результатом растяжений или вывихов мышц или связок спины. Многие больные не могут определить события или действия, которые могли вызвать растяжение. Боль может проявляться остро, но в некоторых случаях может сохраняться, что приводит к хронической боли.
Хроническая боль в спине у людей с нормальными результатами сканирования может быть результатом центральной сенсибилизации, при которой первоначальная травма вызывает более длительное состояние повышенной чувствительности к боли. Это постоянное состояние поддерживает боль даже после заживления первоначальной травмы. Лечение сенсибилизации может включать низкие дозы антидепрессантов и направленную реабилитацию, такую как физиотерапия.

### Заболевания межпозвоночного диска
Заболевание межпозвоночных дисков возникает, когда пульпозное ядро, представляющее собой гелеобразный материал во внутреннем ядре позвоночного диска, разрывается. Разрыв пульпозного ядра может привести к сдавливанию нервных корешков.  Симптомы могут быть односторонними или двусторонними и коррелируют с пораженной областью позвоночника. Наиболее распространенной областью для заболевания межпозвоночных дисков является L4–L5 или L5–S1.  Риск заболевания поясничного отдела позвоночника увеличивается у людей с избыточным весом из-за увеличенной силы сжатия на пульпозное ядро, и в два раза чаще встречается у мужчин.
Тяжелая компрессия спинного мозга считается требующей неотложного хирургического вмешательства и требует декомпрессии для сохранения двигательной и сенсорной функции. Синдром конского хвоста включает в себя сильную компрессию конского хвоста и первоначально проявляется болью, за которой следуют двигательные и сенсорные нарушения.

### Дегенеративные заболевания
Спондилез (дегенеративный артрит позвоночника) возникает, когда межпозвоночный диск претерпевает дегенеративные изменения, в результате чего диск перестает амортизировать позвонки. Существует связь между сужением межпозвоночного пространства и болью в поясничном отделе позвоночника. Пространство между позвонками становится более узким, что приводит к сдавливанию и раздражению нервов.
Спондилолитез — смещение позвонка вперед по сравнению с соседним позвонком. Связано с возрастными дегенеративными изменениями, а также травмами и врожденными аномалиями.
Стеноз позвоночного канала (спинальный стеноз) может возникнуть в случаях тяжелого спондилеза, спондилотезиса и возрастного утолщения желтой связки. Спинальный стеноз подразумевает сужение позвоночного канала и обычно проявляется у пациентов старше 60 лет. Нейрогенная хромота может возникнуть в случаях тяжелого поясничного спинального стеноза и проявляется симптомами боли в пояснице, ягодицах или ногах, которая усиливается в положении стоя и облегчается в положении сидя.
Компрессионные переломы позвонка случаются у четырех процентов пациентов с болью в пояснице. Факторы риска включают возраст, женский пол, анамнез остеопороза и хронический прием глюкокортикоидов. Переломы могут возникнуть в результате травмы, но во многих случаях могут быть бессимптомными.

### Инфекции
Распространенные инфекционные причины боли в спине включают остеомиелит, септический дисцит, параспинальный абсцесс и эпидуральный абсцесс. Инфекционные причины, которые приводят к боли в спине, затрагивают различные структуры, окружающие позвоночник.
Остеомиелит — это бактериальная инфекция кости. Остеомиелит позвоночника чаще всего вызывается стафилококками. Факторы риска включают инфекцию кожи, инфекцию мочевыводящих путей, использование внутривенного катетера, внутривенное употребление наркотиков, предшествующий эндокардит и заболевание легких.
Спинальный эпидуральный абсцесс обычно вызывается тяжелой инфекцией с бактериемией. Факторы риска включают недавнее введение эпидуральной анестезии, внутривенное введение наркотиков или недавнюю инфекцию.

### Онкология
Распространение рака на кости или спинной мозг может привести к боли в спине. Кости являются одним из наиболее распространенных мест метастатических поражений. У пациентов с болями в костях обычно есть история злокачественных новообразований. Распространенные типы рака, которые сопровождаются болью в спине, включают множественную миелому, лимфому, лейкемию, опухоли спинного мозга, первичные опухоли позвоночника и рак предстательной железы . Боль в спине присутствует у 29% пациентов с системным раком. В отличие от других причин боли в спине, которые обычно поражают поясничный отдел позвоночника, в данном случае чаще  всего поражается грудной отдел позвоночника. Боль может быть связана с системными симптомами, такими как потеря веса, озноб, лихорадка, тошнота и рвота. В отличие от других причин боли в спине, боль в спине, связанная с новообразованием, является постоянной, тупой, плохо локализованной и усиливается в состоянии покоя. Метастазы в кости также увеличивают риск компрессии спинного мозга или переломов позвонков, которые требуют экстренного хирургического вмешательства.

### Аутоиммунные
Воспалительные артриты, такие как анкилозирующий спондилит, псориатический артрит, ревматоидный артрит и системная красная волчанка, могут вызывать различные уровни разрушения суставов. Среди воспалительных артритов анкилозирующий спондилит наиболее тесно связан с болью в спине из-за воспалительного разрушения костных компонентов позвоночника. Анкилозирующий спондилит часто встречается у молодых мужчин и проявляется рядом возможных симптомов, таких как увеит, псориаз и воспалительные заболевания кишечника.

### Отраженная боль
Боль в спине может также быть отнесена из другого источника. Отраженная боль возникает, когда боль ощущается в месте, отличном от источника боли. Болезненные процессы, которые могут сопровождаться болью в спине, включают панкреатит, камни в почках, тяжелые инфекции мочевыводящих путей и аневризмы брюшной аорты.

### Беременность
Около 50% женщин испытывают боль в пояснице во время беременности. Она может быть достаточно серьёзной, чтобы вызвать инвалидность у трети беременных женщин. Боль в спине обычно начинается примерно на 18 неделе беременности и достигает пика между 24 и 36 неделями. Примерно 16% женщин, которые испытывают боль в спине во время беременности, сообщают о продолжающейся боли в спине в течение многих лет после беременности.
Биомеханические факторы беременности, которые, как показано, связаны с болью в спине, включают повышенную кривизну поясницы или поясничный лордоз, вызванные необходимостью поддерживать дополнительный вес на животе. Кроме того, во время беременности выделяется гормон релаксин, который смягчает структурные ткани в области таза и поясницы, готовя их к вагинальным родам. Это смягчение и повышенная гибкость связок и суставов в области поясницы могут привести к боли. Боль в спине во время беременности часто сопровождается корешковым синдромом, предположительно вызванными давлением ребенка на крестцовое и поясничное сплетения в области таза.
Типичные факторы, усугубляющие боль в спине при беременности, включают стояние, сидение, наклон вперед, подъем и ходьбу. Боль в спине при беременности может также характеризоваться болью, отдающей в бедро и ягодицы, ночной болью, достаточно сильной, чтобы разбудить пациентку, болью, которая усиливается ночью или болью, которая усиливается днем.
Местный нагрев, парацетамол (ацетаминофен) и массаж могут помочь облегчить боль. Также рекомендуется избегать стояния в течение длительного времени.

### Факторы риска
Поднятие тяжестей, ожирение, малоподвижный образ жизни и отсутствие физических нагрузок могут увеличить риск возникновения болей в спине. Курильщики  чаще испытывают боли в спине, чем некурящие. В целом, усталость может усилить боль.  
Несколько исследований показывают, что психосоциальные факторы, такие как стресс на работе и неблагополучные семейные отношения, могут быть более тесно связаны с болью в спине, чем структурные аномалии, выявленные с помощью рентгенографии и других методов медицинского сканирования.
Физические эффекты боли в спине могут варьироваться от мышечной боли до стреляющих, жгучих или колющих ощущений. Боль может распространяться вниз по ногам и может усиливаться при сгибании, повороте, подъеме, стоянии или ходьбе. Как острая, так и хроническая боль в спине может иметь психологические эффекты, такие как депрессия (печаль, уныние) или тревога (беспокойство, стресс) из-за психической неспособности справиться с физической болью.Психологический стресс является распространенной реакцией на страдание, вызванное острой болью в спине, даже если симптомы кратковременны и не представляют серьезной опасности.

## Диагностика

### Контрольный опрос
Врач опрашивает пациента, чтобы заполнить  анкету, описывающую проблемы со спиной.
Следующим шагом является оценка ощущаемой боли с целью ее контроля с использованием визуально-аналоговой шкалы (ВАШ) для измерения интенсивности ощущаемой боли,  где 0 соответствует отсутствию боли, а 10 — максимально возможной боли.
Врач также может спросить пациента, замечал ли он, что его работа или физическая активность оказывают на него влияние.

### Физическое обследование
Затем врач проведет медицинский осмотр мышц и суставов поясницы пациента. Врачу важно увидеть, как функционирует спина, как она двигается и точное место боли. Врач может использовать несколько простых тестов для проверки функции нервов. Эти тесты предназначены для измерения силы нижних конечностей, проверки рефлексов и определения того, ощущает ли пациент покалывание в ногах и ступнях. Это обследование, дополненное анкетой, поможет врачу решить, какие дополнительные исследования следует проводить, а какие нет. На самом деле эти тесты предоставляют разные типы информации.

### Визуализация
Визуализация  позволяет врачу увидеть анатомию позвоночника своего пациента. Обычно используются несколько процессов.

#### Рентгенография
Рентгеновские снимки выявляют проблемы с костями, такие как инфекции, опухоли костей или переломы. Эта процедура также информирует врача о степени дегенерации позвоночника, оценивая размер межпозвоночного отверстия или пространства между дисками. Обычно это первый тест, который проводится перед переходом к более конкретным процессам. Специальные рентгеновские снимки, называемые сгибательно-разгибательными, могут помочь врачу определить, существует ли нестабильность между позвонками. Обследование проводится при наклоне пациента максимально вперед, а затем максимально назад. Сравнивая два снимка, врач может увидеть, как происходит движение между каждым сегментом позвоночника. Рентгеновские лучи не считаются эффективным средством выявления острой боли, особенно в первые тридцать дней. Их рекомендуют в случаях травм, особенно людям старше 50 лет, людям, страдающим остеопорозом, и тем, кто в течение некоторого времени принимал стероидную терапию.

#### Магнитно-резонансная томография
Магнитно-резонансная томография (МРТ) использует электромагнитные волны для создания изображений поясничного отдела позвоночника в срезах. МРТ позволяет увидеть кости позвоночника, а также мягкие ткани и структуры, такие как диски, суставы и нервы . МРТ безболезненна и не требует использования игл или контрастных веществ. Это наиболее часто используемый тест для обследования поясничного отдела позвоночника после рентгенографии. МРТ является относительно дорогостоящим методом и применяется только в случаях, требующих немедленного хирургического вмешательства, например, при синдроме конского хвоста, костной инфекции, опухолях или переломах. Однако МРТ может быть показана, если боль сохраняется более месяца, чтобы исключить какие-либо более серьезные основные проблемы. Наконец, МРТ не является безошибочным методом, поскольку не всегда позволяет обнаружить определенные проблемы, такие как разрыв межпозвоночного диска.

#### КТ-сканирование
Основная статья: Компьютерная томография .
Компьютерная томография (или КТ) использует принцип рентгеновских лучей. Этот метод позволяет врачу наблюдать срезы костной ткани. Для создания этих срезов устройство использует компьютер, соединенный с рентгеновским сканером. Эта технология, более широко используемая, чем МРТ, применяется при подозрении на проблемы с костями.

#### Миелография
Миелография — это разновидность рентгенографии, при которой используется йодированное контрастное вещество, выявляемое рентгеновскими лучами. Процедура включает введение контрастного вещества в шейные и поясничные позвонки с помощью иглы для люмбальной пункции, после чего делаются различные рентгеновские снимки. Эта процедура позволяет врачу обнаружить наличие грыжи межпозвоночного диска или опухоли позвоночника, а также увидеть, находятся ли под давлением спинной мозг или спинномозговые нервы. Миелографию часто сочетают с КТ для получения более подробной информации. Этот метод, как правило, заменяется МРТ, но его по-прежнему используют в случаях противопоказаний, таких как сильное ожирение.

#### Дискограмма
Дискография основанна на принципе использования рентгеновских лучей. Она состоит из двух частей. Сначала с помощью иглы вводится жидкость и создается давление в диске, который, по мнению врача, является причиной проблемы. Наличие боли позволяет подтвердить эту гипотезу. Во-вторых, в диск вводится контрастное вещество, видимое на рентгеновских снимках. С помощью КТ и рентгена визуализируется внутренняя часть диска: это позволяет обнаружить аномалии, затрагивающие ядро, такие как разрывы и трещины.

#### Сканирование костей
Это тест, который заключается в введении в кровоток пациента радиоактивных индикаторов, которые затем обнаруживаются с помощью рентгеновских лучей, проецируемых на спину пациента. Трассеры накапливаются в областях, где кость быстро восстанавливается, например, в местах переломов, инфекций или опухолей. Обычно его дополняют другими исследованиями, такими как КТ или МРТ, чтобы более подробно осмотреть пораженную область.

#### УЗИ
Ультразвуковое исследование может быть полезным, если дифференциальная диагностика включает такие заболевания, как аппендицит, аномалии таза или аневризма брюшной полости..

### Другие тесты

#### Электромиограмма
Электромиограмма (ЭМГ) — это тест, используемый для определения поражения нервов, идущих к нижним конечностям. ЭМГ проводится для того, чтобы определить, защемлены ли нервные корешки грыжей межпозвоночного диска. Во время обследования в определенные мышцы, иннервируемые каждым нервным корешком, вводятся небольшие иглы. Если произошло изменение функции нерва, мышца посылает различные типы электрических сигналов. ЭМГ считывает и расшифровывает эти сигналы, чтобы определить, какой нервный корешок поражен. Этот тест обычно назначают при хронической боли и для прогнозирования степени повреждения нервных корешков. Это также позволяет врачу узнать, есть ли у пациента заболевание, поражающее нервные корешки, или мышечное заболевание.

#### Лабораторные исследования
Боль в спине не обязательно является результатом дегенеративного заболевания. Врачи берут у своих пациентов анализы крови, чтобы выявить другие заболевания, такие как артрит или инфекция. Кроме того, боль в спине может быть вызвана проблемами, не связанными с позвоночником, такими как язва желудка, заболевания печени или аневризмы аорты. Для исключения проблем с позвоночником могут потребоваться дополнительные обследования.

## Лечение
Цели лечения боли в спине — максимально быстрое снижение интенсивности боли, восстановление способности человека выполнять повседневные действия, помощь пациенту в преодолении остаточной боли с учётом побочных эффектов терапии. Для многих цель — удерживать боль на управляемом уровне для прогресса в реабилитации, что затем может привести к долгосрочному облегчению боли. Кроме того, для некоторых людей цель — использовать нехирургические методы лечения, чтобы контролировать боль и избежать серьезной операции, в то время как для других операция может представлять собой самый быстрый путь к облегчению боли. 
Не все методы лечения подходят для всех состояний или для всех людей с одним и тем же состоянием, и многим приходится пробовать несколько вариантов лечения, чтобы определить, что лучше всего подходит для них. Текущая стадия заболевания (острая или хроническая) также является определяющим фактором при выборе лечения. Только меньшинству людей с болью в спине (большинство оценок составляют 1–10%) требуется хирургическое вмешательство.

### Консервативная помощь
Боль в спине обычно сначала лечат нефармакологической терапией, то есть без использования лекарственных средств. Могут быть рекомендованы тепловая терапия и массаж, иглоукалывание и спинальная манипуляционная терапия.
- Тепловая терапия полезна при спазмах спины или других состояниях. Она может уменьшить симптомы острой и подострой боли, например, в пояснице.[47]
- Регулярная активность и легкие упражнения на растяжку рекомендуются при неосложнённой боли в спине для получения лучших долгосрочных результатов.[48][49] Также может быть рекомендована физиотерапия для укрепления мышц живота и вокруг позвоночника.[50] Упражнения эффективны при хронической боли в спине, но не при острой боли.  Упражнения следует выполнять под наблюдением медицинского работника. Для снижения рецидивов боли в спине можно применять также контролируемые программы ходьбы.[51]
- Массажная терапия может обеспечить кратковременное облегчение боли, но не функциональное улучшение у людей с острой болью в пояснице. Она также может обеспечить кратковременное облегчение боли и функциональное улучшение у людей с длительной (хронической) и подострой болью в нижней части спины (пояснице), но это облегчение, по-видимому, сохраняется не более шести месяцев после лечения.Никаких серьезных побочных эффектов, связанных с массажем, не выявлено.[52]
- Акупунктура может дать некоторое облегчение при болях в спине. Однако необходимы дальнейшие исследования с более вескими доказательствами.[53]
- Мануальная терапия на позвоночнике, по-видимому, обеспечивают эффекты, аналогичные другим рекомендуемым методам лечения хронической боли в спине. Однако нет никаких доказательств того, что она более эффективна, чем другие методы лечения.[54][55]

### Медикаментозное лечение
Если нефармакологические меры неэффективны, можно назначить медикаментозное лечение. Однако с медикаментозным лечением следует соблюдать осторожность, поскольку долгосрочные результаты применения обезболивающих хуже краткосрочных.
- Обычно сначала пробуют нестероидные противовоспалительные препараты (НПВП).[7]
- При сильной боли в спине, не облегчаемой НПВП или ацетаминофеном, иногда используются опиоиды. Опиоиды могут быть не лучше НПВП или антидепрессантов при хронической боли в спине с точки зрения облегчения боли и восстановления функций.[56][57][58][59] Почти наверняка чрезмерное назначение опиатов при таких состояниях, как боль в спине, было результатом чрезмерного маркетинга фармацевтических компаний, а не доказательств пользы, и привело к многотысячным смертям.[60] Боль в спине считается одним из ключевых состояний, при которых чрезмерно назначались опиоидные обезболивающие, что привело к опиоидному кризису.
- Также могут использоваться релаксанты скелетных мышц. Их кратковременное применение доказало свою эффективность в облегчении острой боли в спине.[7][61]  Однако доказательства этого эффекта были оспорены, и эти лекарства имеют отрицательные побочные эффекты.[56]
- Для пациентов с болью в корешках нервов и острой радикулопатией имеются данные, что обеспечить облегчение боли может однократная доза стероидов, таких как дексаметазон.[48]
- Эпидуральная инъекция стероидов (англ: Epidural steroid injection (ESI)) — это процедура, при которой стероидные препараты вводятся в эпидуральное пространство вокруг спинного мозга. Стероидные препараты уменьшают воспаление, и, таким образом, уменьшают боль.[62] ESI используется как для диагностики, так и для лечения боли в спине, хотя последние данные, включая руководство по клинической практике 2025 года, опубликованное в BMJ,[63] не рекомендуют использовать ESI при хронической боли в спине из-за недостаточной эффективности.[64]

### Хирургическое вмешательство
Хирургическое вмешательство при болях в спине обычно используется в качестве крайней меры, когда очевиден серьезный неврологический дефицит. Систематический обзор исследований хирургии спины, проведенный в 2009 году, показал, что при определенных диагнозах хирургическое вмешательство умеренно эффективнее других распространенных методов лечения, но преимущества хирургического вмешательства часто снижаются в долгосрочной перспективе. 
Хирургическое вмешательство иногда может быть целесообразным для людей с тяжелой миелопатией или синдромом конского хвоста. Причинами неврологического дефицита могут быть грыжа межпозвоночного диска, стеноз позвоночного канала, дегенеративное заболевание межпозвоночного диска, опухоль, инфекция и спинальные гематомы. Всё вышеперечисленное может поражать нервные корешки вокруг спинного мозга. Существует несколько хирургических вариантов лечения боли в спине, и эти варианты различаются в зависимости от причины боли.
Когда грыжа межпозвоночного диска сдавливает нервные корешки, может быть выполнена геми- или частичная ламинэктомия или дискэктомия, при которой удаляется материал, сдавливающий нерв. Многоуровневая ламинэктомия может быть выполнена для расширения позвоночного канала в случае спинального стеноза. Фораминотомия или фораминоэктомия также могут быть необходимы, если позвонки вызывают значительную компрессию нервных корешков.  Дискэктомия выполняется при грыже или разрыве межпозвоночного диска. Она включает частичное либо полное удаление выступающего диска, который оказывает давление на нервный корешок. Также может быть выполнена полная замена диска, при которой источник боли (поврежденный диск) удаляется и заменяется, при этом сохраняется подвижность позвоночника. Когда удаляется весь диск (как при дискэктомии) или когда позвонки нестабильны, может быть выполнена операция по сращению позвоночника. Спондилодез — это процедура, при которой костные трансплантаты и металлические конструкции используются для фиксации двух или более позвонков, тем самым предотвращая сдавливание позвонками спинного мозга или нервных корешков.